# Konrad Holzach
Konrad Holzach († 1443 in Basel) war ein Schweizer Kleriker.

## Leben
Konrad Holzach, Sohn des Spenglers Conzmann Holzach,  war erst Mönch im Zisterzienserkloster St. Urban, wo ihm das Amt eines Kellermeisters (cellerarius) anvertraut wurde. Bei den kriegerischen Tumulten in der Zeit der Schlacht bei Sempach 1386 suchte er Zuflucht im Kloster seines Ordens in Lützel. 1408 wurde er dort zum Prior und 1409 zum Abt ernannt. Von 1416 bis 1418 gehörte er der Delegation an, die den Zisterzienserorden am Konzil von Konstanz vertrat. 1422 wurde er zum Visitator des Ordens in Deutschland und 1430 zum Delegierten an das Konzil in Basel ernannt. Als Papst Eugen IV. 1438 die Kirchenversammlung in der Rheinstadt als beendet erklärte und auf das folgende Jahr ein neues Konzil nach Ferrara einberief, setzte sich Abt Konrad mit zahlreichen andern Prälaten für eine Fortsetzung in Basel ein und beteiligte sich 1439 am Konklave, das Herzog Amadeus von Savoyen zum (Gegen-)Papst wählte. 1443 verstarb er in Basel und wurde in Lützel beigesetzt.